# Bahnhof Hamburg Wandsbeker Chaussee

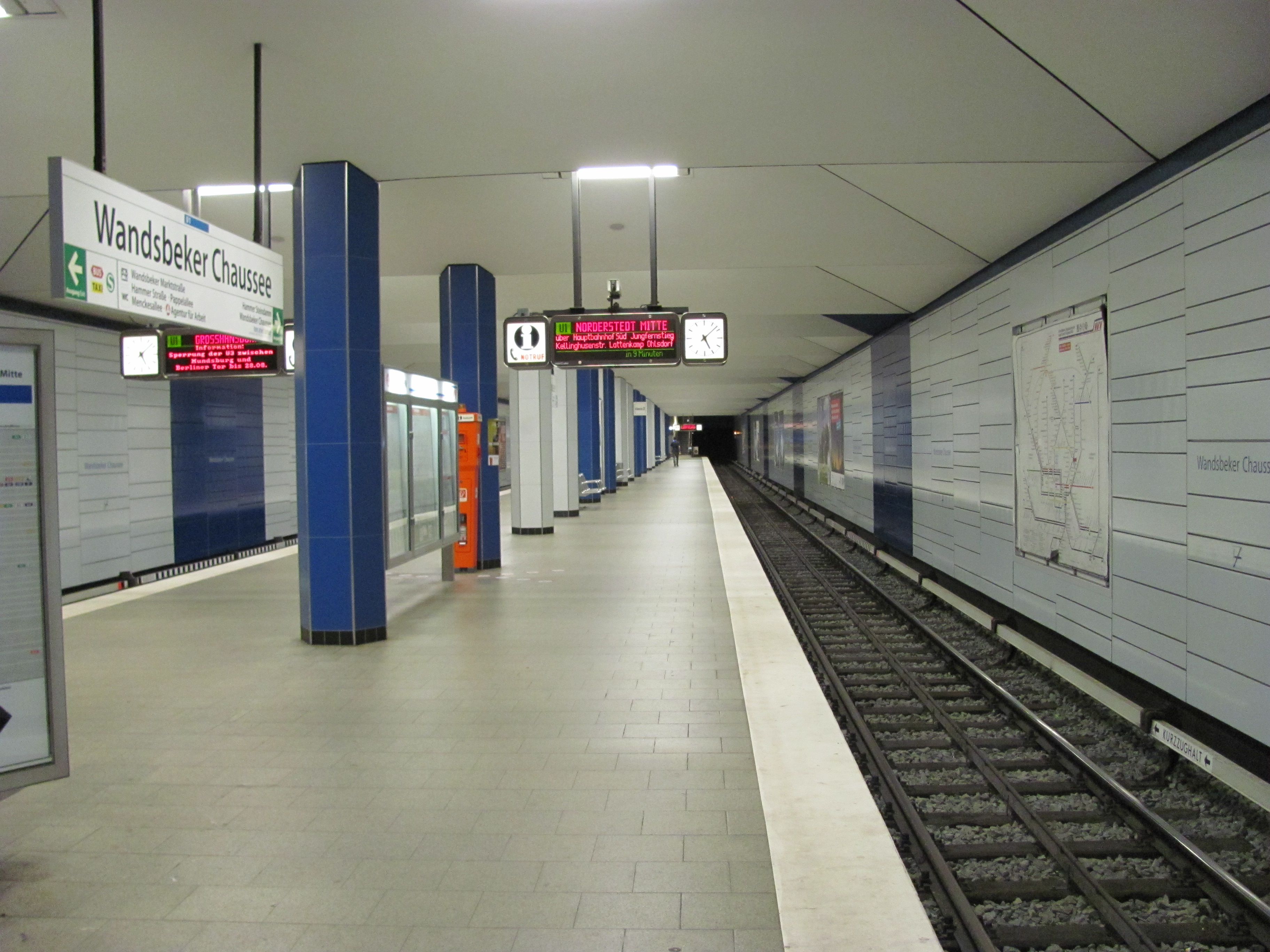
Bahnsteig der U1

Der U- und S-Bahnhof Wandsbeker Chaussee ist ein Knotenpunkt des Hamburger Schnellbahnnetzes an der Grenze zwischen den Hamburger Stadtteilen Eilbek und Wandsbek an der gleichnamigen Straße. Er besteht aus zwei baulich und betrieblich getrennten Stationen für die S-Bahn-Linie S1 sowie die U-Bahn-Linie U1. Das Kürzel der Station bei der U-Bahn Betreiber-Gesellschaft Hamburger Hochbahn lautet „WR“.

## Geschichte

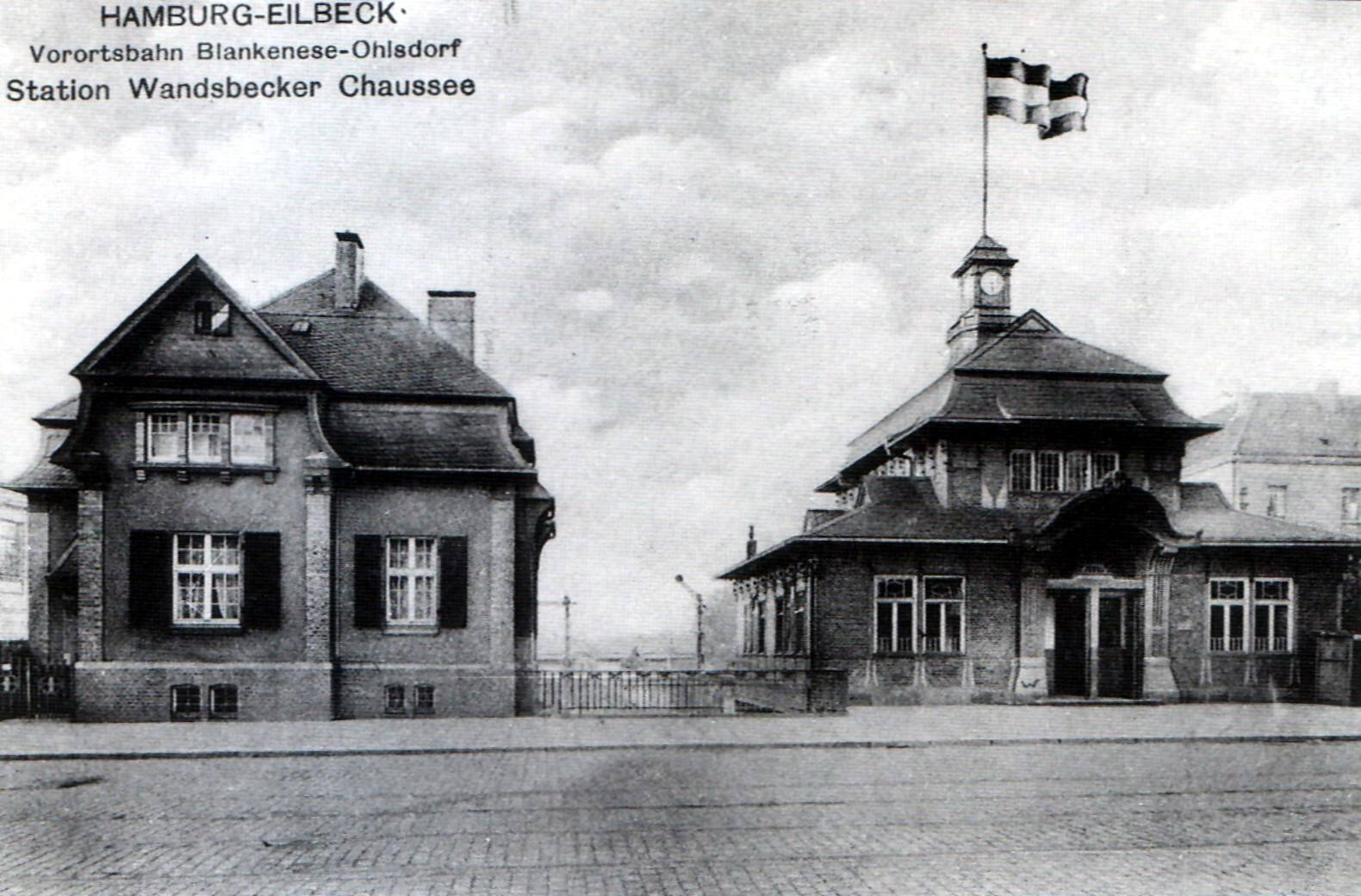
Bahnhof Wandsbeker Chaussee um 1910

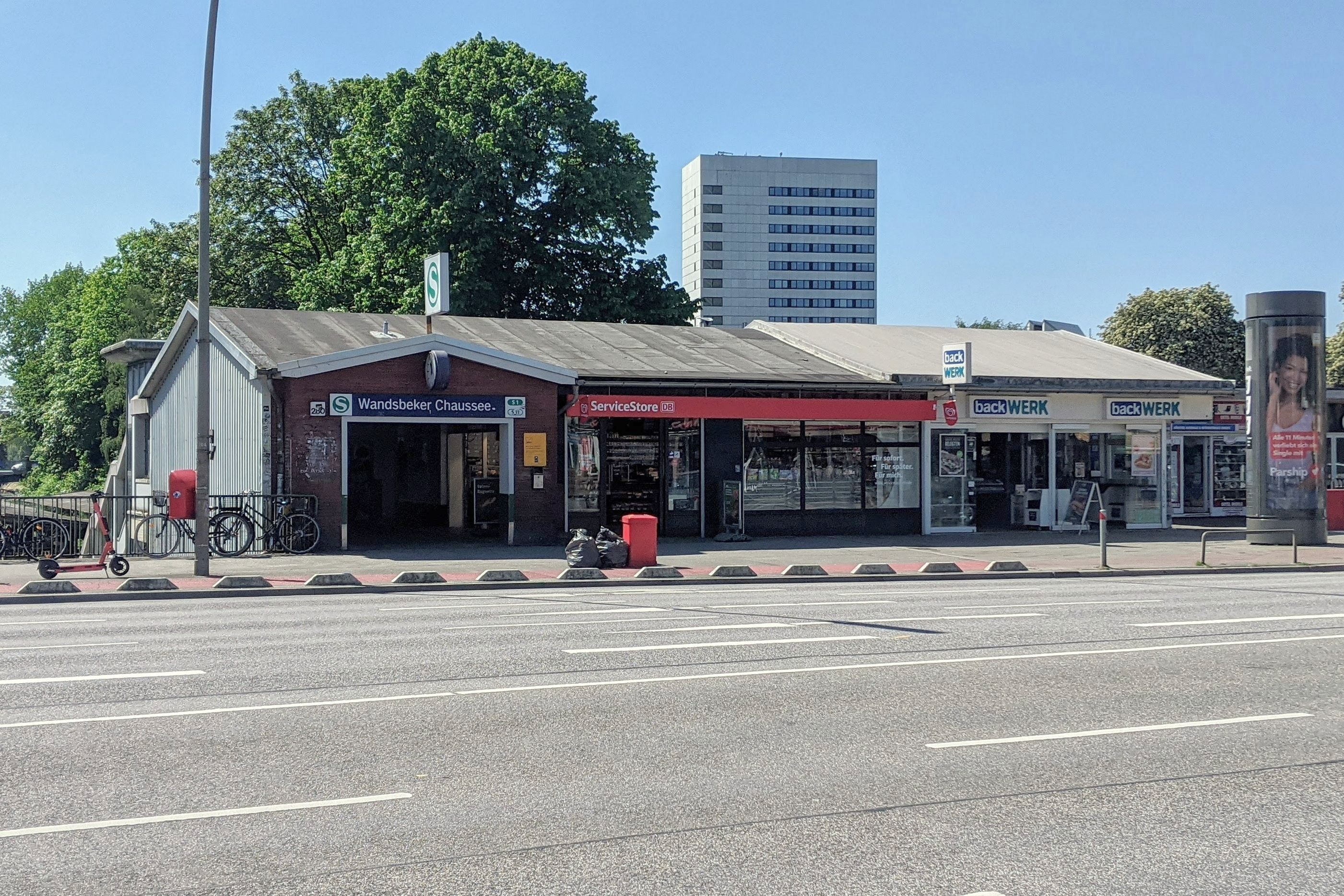
Heutiges Zugangsgebäude zur S-Bahn, der Zugang zur U-Bahn befindet sich rechts außerhalb des Bildes

Der heutige S-Bahnhof wurde 1906 im Zuge der Verlängerung der Verbindungsbahn nach Ohlsdorf als Haltepunkt der Hamburg-Altonaer Stadt- und Vorortbahn eröffnet. Erst ab 1934 wurde die Bezeichnung „S-Bahn“ verwendet.
1962 wurde der U-Bahnhof mit der Eröffnung der neuen U-Bahn-Strecke nach Wandsbek in Betrieb genommen. Die Zwischenebene mit den Schalterhallen wurde im Laufe der Zeit mehrmals umgebaut, die Fahrkartenverkaufsstellen wurden zurück- bzw. abgebaut, die Fahrkartenautomaten wurden mehrmals geändert (zunächst zahlreiche Einzelpreis-Automaten, später Mehrpreis-Automaten) und die Sperrenanlagen wurden abgebaut. Der Bahnsteig befand sich bis 2008 noch weitgehend im ursprünglichen Zustand. Im Jahr 2009 wurden die Wände hinter den Gleisen neu gestaltet. Seitdem prägen hier Fliesen in verschiedenen Blautönen das Bild, ähnlich wie bereits zuvor in Rottönen am U-Bahnhof Wartenau realisiert.

## S-Bahn-Station
Die S-Bahn-Station ist betrieblich ein einfacher Haltepunkt mit Mittelbahnsteig. Die beiden Gleise liegen zusammen mit dem Gleis der Güterumgehungsbahn Hamburg in einem offenen Einschnitt unterhalb des Straßenniveaus. Dieser kreuzt am nördlichen Bahnsteigende die Wandsbeker Chaussee etwa im rechten Winkel, dort befindet sich auch ein Treppenaufgang sowie ein Fahrstuhl zu dieser Straße. Am südlichen Ende wird die Brücke der Pappelallee schräg unterquert. Der S-Bahnhof hat täglich durchschnittlich 19.600 Ein- und Aussteiger (mo–fr, 2018).

## U-Bahn-Station
Der U-Bahnhof mit ebenfalls einem Mittelbahnsteig liegt hier in einer Tunnelstrecke genau unterhalb der Wandsbeker Chaussee, etwa zwischen der quer dazu liegenden Seumestraße und der Menckesallee.
Die Tunnelstrecke ist hier so tief gelegt, dass sie im Verlauf auch die S-Bahn-Station unterquert. An beiden Bahnsteigenden befinden sich Treppen, die jeweils in Zwischenebenen mit Service-Einrichtungen (Fahrkartenverkauf) führen, von denen über mehrere Ausgänge die Oberfläche erreichbar ist. Der U-Bahnhof hat täglich 19.211 Ein- und Aussteiger (mo–fr, 2019).
Seit September 2019 ist die Haltestelle mit zwei Aufzügen und einem taktilen Blindenleitsystem ausgestattet und damit barrierefrei zugänglich.

## Umsteigemöglichkeiten
Eine unmittelbare und niveaugleiche Verbindung des S- und des U-Bahnsteiges war hier nicht möglich, Umsteiger müssen sich daher bis zum Straßenniveau und dort zum Treppenabgang der anderen Station begeben.
Auf dem Straßenniveau liegen in der Nähe der Ausgänge beider Bahnstationen die Haltestellen von mehreren Stadtbuslinien, die innerhalb des Hamburger Verkehrsverbundes (HVV) betrieben werden.
Gegenüber dem S-Bahn-Eingang ist eine Station von StadtRAD Hamburg.

## Linien
Der Bahnhof Wandsbeker Chaussee wird durch die S-Bahn-Linie S1 sowie die U-Bahn-Linie U1 bedient.
| Linie | Verlauf |
| ----- | --- |
| U 1   | Norderstedt Mitte – Richtweg – Garstedt – Ochsenzoll – Kiwittsmoor – Langenhorn Nord – Langenhorn Markt – Fuhlsbüttel Nord – Fuhlsbüttel – Klein Borstel – Ohlsdorf – Sengelmannstraße (City Nord) – Alsterdorf – Lattenkamp (Sporthalle) – Hudtwalckerstraße – Kellinghusenstraße – Klosterstern – Hallerstraße – Stephansplatz (Oper/CCH) – Jungfernstieg – Meßberg – Steinstraße – Hauptbahnhof Süd – Lohmühlenstraße – Lübecker Straße – Wartenau – Ritterstraße – Wandsbeker Chaussee – Wandsbek Markt – Straßburger Straße – Alter Teichweg – Wandsbek-Gartenstadt – Trabrennbahn – Farmsen – Oldenfelde – Berne – Meiendorfer Weg – Volksdorf / Streckenast Ohlstedt – Buckhorn – Hoisbüttel – Ohlstedt \ Streckenast Großhansdorf – Buchenkamp – Ahrensburg West – Ahrensburg Ost – Schmalenbeck – Kiekut – Großhansdorf |
| S 1   | Wedel – Rissen – Sülldorf – Iserbrook – Blankenese – Hochkamp – Klein Flottbek – Othmarschen – Bahrenfeld – Ottensen – Altona – Königstraße – Reeperbahn – Landungsbrücken – Stadthausbrücke – Jungfernstieg – Hauptbahnhof – Berliner Tor – Landwehr – Hasselbrook – Wandsbeker Chaussee – Friedrichsberg – Barmbek – Alte Wöhr (Stadtpark) – Rübenkamp – Ohlsdorf \ Streckenast Poppenbüttel – Kornweg (Klein Borstel) – Hoheneichen – Wellingsbüttel – Poppenbüttel / Streckenast Flughafen – Hamburg Airport (Flughafen) |

Am Bahnhof Wandsbeker Chaussee kann man in die Expressbuslinien X22 (Hagenbecks Tierpark – Winterhude Markt – Wandsbek Markt – Jenfeld) und X32 (Wandsbek – Bergedorf) sowie in die Stadtbuslinien 116 (nur Richtung Wandsbek – Walddörferstraße), 213 (Bf. Barmbek – Wandsbek Markt – Billstedt) und 261 (Bf. Barmbek – Saarlandstraße – Wandsbek – Horn – Burgstraße) umsteigen. In den Nächten auf montags bis freitags hält hier außerdem die Nachtbuslinie 608 (St. Pauli – Rathausmarkt – Wandsbek – Rahlstedt).

## Nachweise
1. ↑  Haltestellennamen - Hamburger Hochbahn, fredriks.de, abgerufen am 1. Juni 2021
2. ↑  Haltestelle Wandsbeker Chaussee, hvv.de, abgerufen am 15. Mai 2024
3. ↑  Antwort des HVV vom 25. September 2019 auf eine Anfrage nach dem Hamburger Transparenzgesetz, fragdenstaat.de, abgerufen am 26. September 2019
4. ↑  HVV-Fahrgastzahlen im Transparenzportal Hamburg, veröffentlicht am 15. Oktober 2020, abgerufen am 9. April 2022
5. ↑  U1: Wandsbeker Chaussee barrierefrei (Memento vom 22. September 2020 im Internet Archive), hochbahn.de, abgerufen am 11. September 2019